# Eberardo I, conte di Mark
Eberardo I di Mark in tedesco: Eberhard I. von der Mark (1255 circa – Fröndenberg, 4 luglio 1308) fu conte di Mark, dal 1277 fino alla sua morte.

## Origine
Secondo la Chronica Comitum de Marka, Eberardo era il figlio primogenito del conte della contea di Altena, Engelberto I e della prima moglie, Cunegonda, di cui non si conoscono gli ascendenti (forse discendente dal Conte di Blieskastel), Enrico e di Agnese di Sayn.

Secondo la Chronica Comitum de Marka, Engelberto I, conte di Mark, era il figlio terzogenito del conte di Altena, poi conte di Mark, Adolfo I e della moglie, Ermengarda di Gheldria, che, come ci conferma la Chronica Comitum de Marka, era sorella del  conte di Gheldria, Gerardo III, quindi figlia del conte di Gheldria, Ottone I e di Riccarda, figlia del conte di Jülich (graven docter van Gullick toe wiue, Richgerda), Ottone I di Baviera (Otto dictus de Schiren), come ci viene confermato dalla Genealogia Ottonis II Ducis Bavariæ et Agnetis Ducissæ, che divenne duca di Baviera e generò cinque figlie, di cui una sposò Ottone I di Gheldria (Otto comes de Gelre) e di Agnese di Looz.

## Biografia
Dopo essere rimasto vedovo, secondo la Chronica Comitum de Marka, a suo padre, Engelberto I, fu proposta l'elezione a vescovo di Osnabrück (sede Osnaburgensis ecclesie vacante, in episcopum).
Ancora secondo la Chronica Comitum de Marka, verso il 1263, suo padre, Engelberto I si scontrò con l'arcivescovo di Colonia, Engelberto di Valkenburg. Dopo molteplici scaramucce e devastazione dei reciproci territori, la pace fu conclusa nel 1265 e suo padre, Engelberto, sposò, in seconde nozze, la nipote dell'arcivescovo, con il quale rimase da allora in buoni rapporti.
In quello stesso anno, (1265), Eberardo viene citato in un documento: suo padre, Engelberto I fece una vendita al conte di Berg, Adolfo V (Adolphi comitis de Monte), col consenso di tutti i figli di primo letto (nostrorum heredum Everhardi nostri filii, Sophie, Agnetis et Richardis), come da documento n° 1201 del Westfälisches Urkundenburch Band VII, datato 1265.
Nel 1270, suo padre, Engelberto I fece una donazione al monastero di Cappenberg, col consenso della seconda moglie e dei due figli maschi (domine Elizabet comitisse uxoris nostre et filiorum nostrorum Everhardi et Gerhardi), come da documento n° 1377 del Westfälisches Urkundenburch Band VII.
Dopo la morte dell'arcivescovo di Colonia, Engelberto di Valkenburg, vi furono nuovamente conflitti con il nuovo arcivescovo, Siegfried von Westerburg, che cercava di espandere la sua influenza sul Reno e in Vestfalia. Nel 1277 diversi notabili conclusero un'alleanza. Anche il padre, Engelberto I ed Eberardo (Engelbertus de Marka, Godefridus [error for Eberhardus] filius eius) furono tra coloro che dichiararono guerra all'arcivescovo di Colonia, Siegfried von Westerburg, come da documento n° CXXXIII del Akademische Beiträge zur Gülch- und Bergischen Geschichte, Volume III.

Ancora secondo la Chronica Comitum de Marka, il giorno di Ognissanti dello stesso anno, mentre suo padre,  Engelberto I era in viaggio nella contea di Tecklenburg, che era sotto la sua tutela, Ermanno di Looz gli tese un'imboscata e lo fece prigioniero dopo averlo ferito, e lo condusse al castello di Bredenvort, dove morì il 16 novembre, più per l'incapacità di sopportare il fatto di essere stato catturato da dei banditi che per le ferite.

A Engelberto I, nella Contea di Mark succedette Eberardo, come Eberardo I.
Il cadavere di Engelberto I, nel 1278, fu consegnato al figlio, il conte Eberardo I, che aveva assediato il castello di Bredenvort, fu tumulato nel monastero di Cappenberg, e Eberardo portò a termine l'assedio e distrusse il castello.
Eberardo, in quello stesso anno, fece pace con l'arcivescovo, Siegfried von Westerburg, come da documento n° 716 dell'Urkundenbuch für die Geschichte des Niederrheins, Volume 2, datato 15 giugno 1278, e, ancora secondo la Chronica Comitum de Marka, dopo essersi recato alla corte del re di Germania, Rodolfo I d'Asburgo prese parte alla sua campagna militare contro Ottocaro II di Boemia.
Secondo Allgemeine Deutsche Biographie, dal 1281, Eberardo aveva lavorato instancabilmente per fondare un patto di protezione nei confronti dell'arcivescovo di Colonia, riuscendo a conquistare alla causa i conti di Berg, Clevee Jülich e le città di Colonia, Neuss, Munster e Osnabrück, a quanto pare, segretamente sostenuto da Rodolfo I d'Asburgo.

Nella disputa sulla successione nel Ducato di Limburgo tra Reginaldo I di Gheldria e Adolfo V di Berg, il legittimo erede, e il duca Giovanni I di Brabante, a cui Adolfo venduto i diritti di eredità, gli alleati si trovarono contrapposti all'arcivescovo. Il 5 giugno 1288, gli alleati ottennero la brillante vittoria a Worringen, che catturarono lo stesso arcivescovo, Siegfried von Westerburg, e lo consegnarono prigioniero nelle mani del conte Adolfo V di Berg, nel Castello di Burg.
Dopo che, nel 1289, l'arcivescovo, Siegfried von Westerburg, era stato rilasciato ricominciarono i dissidi con Eberardo, che mantenne il sostegno di re Rodolfo e poi del suo successore, Adolfo di Nassau, che inizialmente era stato dalla parte di Siegfried von Westerburg.
Nel 1298, secondo il documento n° 988 dell'Urkundenbuch für die Geschichte des Niederrheins, Volume 2, datato 20 maggio, Eberardo e tutti i figli (Everhardus comes de Marka, Engelbertus miles eius primogenitus, Adolfus, Cunradus, Margareta, Yrmengardis, Katerina, Kunegundis, liberi et heredes eiusdem comitis), dopo la morte della prima moglie, Ermengarda di Berg, fece formale rinuncia ad ogni diritto sulla contea di Berg.
Dopo la morte di Siegfried von Westerburg (1296), Wigbold von Holte (1297-1304) fu eletto arcivescovo con l'appoggio di Eberardo; tuttavia, le vecchie controversie furono rinnovate già nel 1298. Il nuovo re Alberto I d'Asburgo inizialmente si schierò con l'arcivescovo; ma quando Wigbold von Holte si oppose agli sforzi di Alberto per ottenere una salda posizione di potere nel sud-ovest della Germania in associazione con i principi di Magonza e Treviri, Alberto I chiamò in armi contro di lui tutti i governanti del Basso Reno e della Vestfalia, in modo che l'arcivescovado, soprattutto in Vestfalia, perse sempre più territorio e diritti.
Nel 1300, Eberardo fece uno scambio di proprietà, in cui il figlio primogenito, Engelberto, viene citato come signore di Arbergh (Engelbertus noster primogenitus dominus in Arbergh), come da documento n° 1681 del Westfälisches Urkundenburch Band VII, datato 28 dicembre.
Secondo la Chronica Comitum de Marka, Eberardo morì il 4 luglio 1308, e fu sepolto nel monastero di Fröndenberg; a Eberardo succedette il figlio primogenito, Engelberto, come Engelberto II.

## Matrimoni e discendenza
Eberardo, in prime nozze, nel 1273 circa, sempre secondo la Chronica Comitum de Marka, aveva sposato Ermengarda di Berg, figlia del conte di Berg, Adolfo IV e della moglie, Margherita di Hochstaden, la nipote di Corrado di Hochstaden; 
il contratto di matrimonio viene riportato nel documento n° 651 del Niederrheins Urkundenbuch, Band II. La morte di Ermengarda, a seguito del parto gemellare di Corrado e Cunegonda, viene riportata dalla Chronica Comitum de Marka, nella settimana Santa del 1294.

Eberardo da Ermengarda ebbe sette figli):
- Engelberto[20] (1275–1328), conte d'Arenberg[21] e conte di Mark[22];
- Margherita[20] († dopo il 1327), che sposò Gerardo di Katzenelnbogen, come da documento n° 1240 del Urkunden und Regesten zur Geschichte der Rheinlande aus dem Vatikanischen Archiv, Band II[29];
- Adolfo[20] († 1344), vescovo di Liegi[30];
- Ermengarda[20] (1290 circa– 1318);
- Caterina[20] (1290 circa– 1318), badessa a Fröndenberg;
- Corrado[20][26] (1290 – 1353);
- Cunegonda[20][26] (1290 – 1361), che sposò Teodorico di Heinsberg-Blankenburg.

Eberardo, in seconde nozze, dopo il 1294, secondo le Europäische Stammtafeln XVIII, 16 (non consultate), aveva sposato Maria di Looz, senza specificare gli ascendenti.

Eberardo da Maria ebbe tre figli: 
- Engelberto († dopo il 1362), signore di Loverdal, come da documento n° 65 della Histoire de l'abbaye de Malonne[31];
- Giovanna († dopo il 1358), che aveva sposato Filippo di Reifferscheidt-Wildenberg
- Riccarda († dopo il 1330), che secondo le Europäische Stammtafeln XVIII, 16 (non consultate), aveva sposato Giovanni di Reifferscheidt-Bedburg[28].

## Ascendenza
|                             |   |                           | Genitori                |  |  | Nonni |  |  | Bisnonni             |  |  | Trisnonni          |  |
|                             |   |                           |                         |  |  |       |  |  | Federico I di Altena |  |  | Eberardo I di Berg |  |
|                             |   |                           |                         |  |  |       |  |  | Federico I di Altena |  |  | Eberardo I di Berg |  |
|                             |   | Adelaide di Amsberg       |                         |  |  |       |  |  | Federico I di Altena |  |  |                    |  |
| Adolfo I, conte di Mark     |   |                           |                         |  |  |       |  |  | Federico I di Altena |  |  |                    |  |
|                             |   | Alveradis di Krieckenbeck | Raniero di Krieckenbeck |  |  |       |  |  |                      |  |  |                    |  |
|                             |   | Alveradis di Krieckenbeck | Raniero di Krieckenbeck |  |  |       |  |  |                      |  |  |                    |  |
|                             |   | Alveradis di Krieckenbeck | …                       |  |  |       |  |  |                      |  |  |                    |  |
| Engelberto I, conte di Mark |   | Alveradis di Krieckenbeck |                         |  |  |       |  |  |                      |  |  |                    |  |
|                             |   | Ottone I di Gheldria      | Enrico I di Gheldria    |  |  |       |  |  |                      |  |  |                    |  |
|                             |   | Ottone I di Gheldria      | Enrico I di Gheldria    |  |  |       |  |  |                      |  |  |                    |  |
|                             |   | Ottone I di Gheldria      | Agnese d'Arnstein       |  |  |       |  |  |                      |  |  |                    |  |
| Ermengarda di Gheldria      |   | Ottone I di Gheldria      |                         |  |  |       |  |  |                      |  |  |                    |  |
|                             |   | Riccarda di Baviera       | Ottone I di Baviera     |  |  |       |  |  |                      |  |  |                    |  |
|                             |   | Riccarda di Baviera       | Ottone I di Baviera     |  |  |       |  |  |                      |  |  |                    |  |
|                             |   | Riccarda di Baviera       | Agnese di Loon          |  |  |       |  |  |                      |  |  |                    |  |
| Eberardo I di Mark          |   | Riccarda di Baviera       |                         |  |  |       |  |  |                      |  |  |                    |  |
|                             | … | …                         |                         |  |  |       |  |  |                      |  |  |                    |  |
|                             | … | …                         |                         |  |  |       |  |  |                      |  |  |                    |  |
|                             | … | …                         |                         |  |  |       |  |  |                      |  |  |                    |  |
| …                           | … |                           |                         |  |  |       |  |  |                      |  |  |                    |  |
|                             |   | …                         | …                       |  |  |       |  |  |                      |  |  |                    |  |
|                             |   | …                         | …                       |  |  |       |  |  |                      |  |  |                    |  |
|                             |   | …                         | …                       |  |  |       |  |  |                      |  |  |                    |  |
| Cunegonda di Blieskastel    |   | …                         |                         |  |  |       |  |  |                      |  |  |                    |  |
|                             |   | …                         | …                       |  |  |       |  |  |                      |  |  |                    |  |
|                             |   | …                         | …                       |  |  |       |  |  |                      |  |  |                    |  |
|                             |   | …                         | …                       |  |  |       |  |  |                      |  |  |                    |  |
| …                           |   | …                         |                         |  |  |       |  |  |                      |  |  |                    |  |
|                             |   | …                         | …                       |  |  |       |  |  |                      |  |  |                    |  |
|                             |   | …                         | …                       |  |  |       |  |  |                      |  |  |                    |  |
|                             |   | …                         | …                       |  |  |       |  |  |                      |  |  |                    |  |
|                             |   | …                         |                         |  |  |       |  |  |                      |  |  |                    |  |

### Fonti primarie
- (LA)  Urkundenbuch für die Geschichte des Niederrheins, Volume 2.
- (LA)  Monumenta Germaniae Historica, tomus XVII.
- (LA)  Monumenta Germaniae Historica, tomus XXIII.
- (LA)  Die Urkunden des Bisthums Münster von 1201-1300, band III.
- (LA)  Westfälisches Urkunden-Buch, band VII.
- (LA)  Monumenta Germaniae Historica, Scriptores rerum Germanicarum, Nova series, tomus VI.
- (LA)  Akademische Beiträge zur Gülch- und Bergischen Geschichte, band III.
  - (LA)  Urkunden und Regesten zur Geschichte der Rheinlande aus dem Vatikanischen Archiv, Band II.

### Letteratura storiografica
- (DE)  Eberhard I. (Graf von der Mark), da Allgemeine Deutsche Biographie.
- (DE)  Engelbert I. (Graf von der Mark), da Allgemeine Deutsche Biographie
- (FR)  Histoire de l'abbaye de Malonne.
- (LA)  (DE)  Levold's von Northof Chronik der Grafen von der Mark und der Erzbischöfe.
- (NL)  Kronijk van Arent toe Bocop.